# Jarešnik
Jarešnik (cyr. Јарешник) – wieś w Serbii, w okręgu pczyńskim, w gminie Bosilegrad. W 2011 roku liczyła 50 mieszkańców.